# Avás-canoeiros
Os avás-canoeiros (também conhecido como Canoeiro, Carijó, Índios Negros ou Cara-Preta) é um povo indígena brasileiro. Falam uma língua da família Tupi-Guarani.
O avá-canoeiro, como a maioria dos povos indígenas do Brasil, têm sua história marcada por massacres e uma quase extinção da etnia. Atualmente, existem apenas duas famílias: uma em Goiás (06 pessoas) e uma em Tocantins (08 pessoas).
Estão localizados nos estados de Tocantins e  Goiás, sendo que, no ano de 1988, sua população estimada era de 14 pessoas. Em 1998, havia 15 indivíduos  contatados (17, em 2012) e  25 ainda sem contato permanente com não índios.
No estado de Tocantins, todos os indivíduos já contactados estão localizados na Posto Indígena Canoanã, no interior da Terra Indígena Parque do Araguaia, às margens do rio Javaés, na Ilha do Bananal, no sudeste do estado. O Parque é vinculado ao Ibama e preenche, aproximadamente, o terço norte da Ilha.
Os avás-canoeiros ainda sem contato permanente encontram-se vivendo no norte da Ilha do Bananal, nas áreas do Parque Indígena e do Parque Nacional do Araguaia. Em 1991, a Funai iniciou o processo de desintrusão do Parque Indígena do Araguaia, totalmente ocupado por pequenos criadores. Dos cerca de 900 ocupantes e invasores, restam aproximadamente 208, na maioria reunidos na parte sul da Ilha do Bananal.
Os que ainda não foram contactados, suspeita-se que estejam perambulando pela região da Mata do Mamão (na parte sul da Terra Indígena Inãwébohona) que é a maior área de mata nativa da Ilha do Bananal. Lá foram encontrados diversos vestígios, tais como alguns potes de cerâmica. A partir dos anos 1990, os avás-canoeiros do Tocantins sofreram o duro impacto da formação do reservatório de Serra da Mesa, concluída em 24 de maio de 2002. À época, foi considerado como o segundo maior lago artificial do mundo e destinava-se a alimentar a usina hidrelétrica homônima, operada por Furnas Centrais Elétricas S.A., uma subsidiária da Eletrobrás. A hidrelétrica é vizinha e contígua à Terra Indígena Avá-Canoeiro. Além da inundação de parte da sua área, a Terra Indígena  ainda é cortada por estradas, linhas de alta tensão e outras obras vinculadas à Usina hidrelétrica de Serra Mesa.